# Lucien Bonaparte
Lucien Bonaparte (Ajaccio, Còrsega, 21 de març de 1775 - Viterbo, Estats Pontificis, 29 de juny de 1840) príncep de Canino i segon germà de Napoleó I.

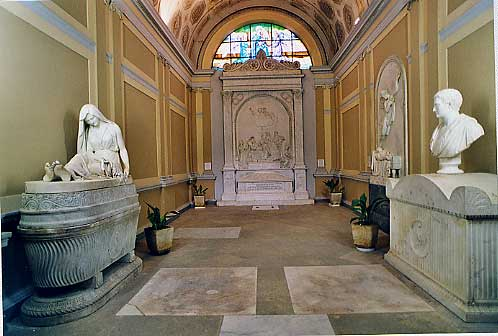
Capella dels Bonaparte a Canino

Després de fer els estudis a França retornà a Còrsega el 1792, i acompanyà Pasquale Paoli en la seva campanya, però no tardà a separar-se d'ell, anant a Marsella amb tota la seva família. Dotat de tanta audàcia com ambició i d'una ardent eloqüència, no trigà a distingir-se fent esperar que seria la il·lustració de la família. El 1793 aconseguí una plaça de guarda-magatzem en l'administració militar, i un any després casà amb Cristina Boyer, filla del seu hostaler. Havent perdut la seva feina, denuncià a l'agent nacional Berne amb objecte de suplantar-lo, però aquest fou més astut que ell i hagué d'abandonar Toló, sent empresonat, no obstant, va romandre sis setmanes tancat. En recobrar la llibertat passà a París, on trobà al seu germà, que el nomenà comissari de Guerra de l'exèrcit del Rin, càrrec que no tardà a abandonar, ja que el seu temperament no s'avenia amb la disciplina militar. Novament fou a cercar Napoleó, el qual li censurà per haver deixat el seu lloc sense permís.
Més tard fou membre del Consell dels Cinc-cents i president de l'Assemblea Nacionas, i preparà, junt amb el seu germà Josep, el cop d'estat que hauria de cimentar a tota la família. Al retornar Napoleó de la campanya d'Egipte trobà ja preparat el moviment, que va saber aprofitar en el seu favor i que degué principalment a Lucien, ja que aquest, amb la seva audàcia i ambició sense límits, sabé fer front a contingències que haguessin descoratjat a un altre home. I no tan sols això, sinó que quan Napoleó, compromès per les seves vacil·lacions i imprudències abandonà el seu lloc, Lucien reuní les tropes i arengant-les va poder dominar el tumult i salvar la vida al seu germà.
En establir-se el consolat provisional Lucien aconseguí la cartera d'Interior, recompensa que jutjava molt inferior als seus mereixements, ja que aspirava a compartir amb Napoleó la supremacia civil. Napoleó es mostrà poc disposat això i encara procurà allunyar-lo del seu costat creient-lo un perill. El 1800 l'envià a Madrid com ambaixador, però en realitat això no era més que un desterrament, que Lucien aprofità captant-se les simpaties del dèbil Carles IV, de la seva esposa i de Godoy, així és que no li costà gran treball concloure un tractat d'aliança contra Portugal. Malgrat tot, Godoy després signà amb el Govern de Lisboa la pau de Badajoz (1801, que irrità Napoleó i obliga a Lucien a dimitir del seu càrrec.
Quan retornà a París mercès la liberalitat del govern espanyol i algunes afortunades operacions portades a terme, reunia una renda de 300.000 o 400.000 francs que li permeteren viure com un príncep. Napoleó, sempre gelós del seu germà, el feu entrar al Senat i volgué casar-lo amb Maria Lluïsa, vídua de Lluís I de Borbó-Parma rei d'Etrúria, ja que Cristina Boyer ja havia mort, fet al que Lucien s'hi negà, ja que estava bojament enamorat d'Alexandrine von Bleschamps, vídua d'una agent de borsa, i amb la qual acabà casant-se precisament quan Napoleó transformava el consolat en Imperi. Aquest enllaç tirava per terra els plans de l'emperador, que desitjava emparentar la seva família solament amb prínceps o reis, i fou el motiu de ruptura entre els dos germans.

Escut de Canino del qual Julien n'era príncep

Lucien, no jutjant-se segur a França, partí vers Roma (1804), on visqué protegit pel papa Pius VII que li professava un verdader afecte. Allà es dedicà a les seves aficions favorites, el luxe i la literatura. En va Napoleó li oferí el tron d'Espanya a canvi de l'anul·lació del seu matrimoni, i, irritat, feu prohibir al seu germà que visqués a Roma (1808), llavors Lucien passà a Tusculum i embarcant-se vers els Estats Units, però, capturat en alta mar pels anglesos, fou conduït a Plymouth. La pau general li va permetre tornar a Itàlia el 1814, i, reconciliat ja amb el seu germà, cooperà al seu retorn a França, i després de Waterloo marxà novament a instal·lar-se a Roma, on encara durant molts anys continuà alimentant plans de conquesta, per als quals comptava amb els seus germans Josep i Napoleó.
A la mort de Napoleó semblà abandonar tots els seus projectes dedicant-se exclusivament a l'astronomia i a les matemàtiques, fins que la revolució de Juliol feu renàixer en ell algunes esperances. S'agità encara durant alguns anys, protestant el 1834 del manteniment de la llei de desterrament de la seva família i publicant un projecte de Constitució a la vegada democràtic i cesarià, però les intrigues del seu nebot Louis Bonaparte el disgustaren de tal manera que acabà per retirar-se a la vida privada.

## Escrits de Lucien
- La Tribu indienne ou Edouard et Stellina, novel·la (1799);
- Parallèle entre César, Cromwell et Bonaparte, (1799);
- Charle Magne ou l'eglise delivrée, (1814);
- Cyrnéide ou la Corse sauvée, (1834);
- Aux citoyens français membres des colléges electoraux, (1834);
- La verité sur les Cent Jours, (París, 1835). I una oda contra els detractors d'Homer.

La seva esposa publicà a més un fragment de les seves interessants memòries.

## Matrimonis i descendència
Del seu matrimoni amb Crisitna Boyer nasqueren:
- Carlota, (1795-1856), que casà el 1815 amb el príncep romà Gabrielli.
- Cristina Egipta, (1798-1847), que es casà primer el 1818 amb el comte suèc Arred Posse, i en enviudar d'aquest amb lord Dutleycoutts (1826).

Del seu segon matrimoni deixà nou fills, a saber:
- Charles Lucien Bonaparte (1803-1857), príncep de Canino, fou un reputat científic.
- Letizia (1804-1871) casada el 1821 amb diplomàtic anglès Thomas Wyse.
- Jeanne (1807-1828) casada el 1827 amb el marquès Onorati, deixà un llibre de poesies que publicà la seva mare.
- Paul Maria (1808-1827) morí ofegat en el mar a Nàuplia.
- Louis Lucien Bonaparte (1813-1891), filòleg i polític.
- Pierre Napoléon Bonaparte (Roma, 1815-1881), escriptor i aventurer.
- Anton (Frascati, 1816-Florència, 1877), polític i aventurer.
- Maria (1818-1874) el 1836 casà amb el comte romà Valentí.
- Constance (1823-1876) la menor dels fills de Lucien, fou religiosa i superiora del convent del Sagrat Cor de Roma.